# Overbetuwe

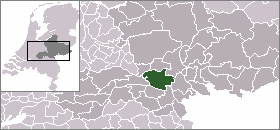
Overbetuwes läge

Overbetuwe är en kommun i provinsen Gelderland i Nederländerna. Kommunens totala area är 114,98 km² (där 5,58 km² är vatten) och invånarantalet är på 42 234 invånare (2005).